# Mourède
Mourède é uma comuna francesa na região administrativa de Occitânia, no departamento de Gers. Estende-se por uma área de 4,88 km². Em 2010 a comuna tinha 83 habitantes (densidade: 17 hab./km²).